# Urchin (gruppo musicale)
Gli Urchin sono stati un gruppo musicale heavy metal britannico attivo nella seconda metà degli anni settanta.

## Storia
Il gruppo si formò nel 1977 per iniziativa dei chitarristi Adrian Smith e Dave Murray, realizzando vari brani inclusi Black Leather Fantasy e in She's a Roller. Nel 1980 si sciolsero a causa dell'abbandono di Smith, entrato negli Iron Maiden. Nel 1986 Smith organizzò una reunion degli Urchin, tenendo un concerto.

## Formazione
Ultima
- Adrian Smith – chitarra, voce
- Andy Barnett – chitarra
- Dave Murray – chitarra
- Alan Levitt – basso
- Barry Tyler – batteria

Ex componenti
- David Hall – voce
- Maurice Coyne – chitarra

## Discografia

### Album in studio
- 2004 – Urchin
- 2010 – High Roller
- 2012 – Get Up and Get Out

### Singoli
- 1977 – Black Leather Fantasy
- 1978 – She's a Roller